# Irrlicht (album)
Irrlicht (z podtytułem: Quadrophonische Symphonie Für Orchester Und E-Maschinen)  – debiutancki album studyjny Klausa Schulzego, wydany w sierpniu 1972 roku w Niemczech nakładem wytwórni Ohr. 

## Album

### Historia i muzyka
Klaus Schulze zaczął karierę muzyczną grając na gitarze i perkusji w różnych zespołach rockowych. Pod koniec lat 60. związał się z niemiecką sceną awangardową. Wspólnie z Manuelem Göttschingiem utworzył zespół Ash Ra Tempel, w którym grał na perkusji. Na tym instrumencie grał też na pierwszej płycie Tangerine Dream, Electronic Meditation. Po odejściu z tych zespołów rozpoczął karierę solową nagrywając w 1972 roku album Irrlicht. Album został nagrany przy użyciu zniszczonych organów i ręcznie sterowanych loopów orkiestry. Zdradza powiązania z muzyką konkretną i awangardową klasyką „The Sinking of the Titanic” Gavina Bryarsa lub wczesnymi eksperymentami Steve’a Reicha. Utwór „Satz Ebene” powstał z przeciwstawienia dwóch odrębnych planów dźwiękowych – w pierwszym z nich muzyk wyeksponował niemuzyczne efekty brzmieniowe, uzyskane przypuszczalnie przy użyciu lampy neonowej, w drugim natomiast stworzył fragmentaryczną, neoromantyczną melodię zagraną na organach.

### Lista utworów
Lista i informacje według Discogs:
Seite 1
| 1. | 1. Satz Ebene                               | 29:00 |
|    |                                             |       |
| 2. | 2. Satz Gewitter energy rise–energy collaps |       |
|    |                                             |       |
|    |                                             | 29:00 |
|    |                                             |       |
Seite 2
| 1. | 3. Satz Exil Sils Maria | 21:27 |
|    |                         |       |
|    |                         | 21:27 |
|    |                         |       |

### Informacje
- Klaus Schulze – autor muzyki, elektronika [E-maschinen], organy, gitara, cytra, głos, chór, perkusja, producent, inżynier, okładka, autor zdjęć

19 maja 2005 roku album został wydany ponownie nakładem Revisited Records z dodatkowym utworem „Dungeon” (24:00).

## Opinie krytyków
Fred Thomas z AllMusic uważa, że eksperymenty muzyczne Irrlicht „ustawiły Schulzego na ścieżce, która miała wpłynąć na wszystko, od new age, poprzez trance, po bardziej elektroniczne ośrodki indie rocka,”.
Zdaniem Jake’a Cole’a ze Slant Magazine Irrlicht „to dzieło tak samo wyprzedzające swoje czasy, jak klasyki Schulzego, antycypujące ambientową twórczość takich artystów jak Tim Hecker i William Basinski.